# 枯草隆
枯草隆是一种含氮有机化合物，化学式C15H15ClN2O2，属于苯尿素类除草剂，被美国环境保护局（EPA）列入极度危险物质列表。